# 鹿勝川城
鹿勝川城（かかつがわじょう）は、愛知県岡崎市鹿勝川町字西屋敷にあった中世の日本の城（山城）。

## 記録
『額田町史』によれば、城主は奥平氏・菅沼氏の二氏が記載されており、正確な城主は不明である。